# Міліца Негош-Петрович
Міліца Негош-Петровіч  — дочка чорногорського князя Нікола І Негош-Петровіча і Мілени Вукотіч, дружина великого князя Петра Миколайовича Романова. Роки життя 14 липня / 26 липня 1866 — 5 вересня 1951 року.

## Біографія
Міліца народилася в багатодітній родині чорногорського князя Миколи Негош-Петровіча і Мілени Вукотіч, дочки місцевого воєводи. Раннє дитинство княжни Міліци пройшло на рідній землі. Потім разом з сестрами Станою (Анастасією), Оленою та Марією була відправлена в Санкт-Петербург, де вони навчалися в Смольному інституті. У цей час в її житті сталася перша трагедія: раптово померла її молодша сестра Марія (1869—1885).
Закінчивши навчальний заклад, Міліца вийшла заміж за великого князя Петра Миколайовича, онука імператора Миколи I. Церемонія відбулася 26 липня/7 серпня 1889 року в Петергофі. Подружжя мало чотирьох дітей:
- Надія (1898—1988)
- Софія (1898—1898)
- Марина (1892—1981)
- Роман (1896—1978)

Міліца, її сестра Анастасія і їх племінниця Олена Петрівна були єдиними в сім'ї Романових неросійськими невістками, котрі були народжені православними.
Міліца вважала себе освіченою та розумною і трималася серед своїх російських родичів із певною зарозумілістю. Вона була повною протилежністю чоловіка, замкнутої, сором'язливої та мовчазної людини. При дворі Міліца і Стана (Анастасія) грали помітну роль і протягом декількох років були близькі до імператорської сім'ї. При дворі їх зневажливо звали «Чорногорками» або навіть «чорногорськими воронами». Відрізняючись ще з юних років інтересом до всього містичного, Міліца захоплювалася творами східних містиків, окультними науками і спіритизмом. Навіть отримала в Парижі диплом на звання почесного доктора алхімії. Там же вона познайомилася з спіритом і магнетизером, котрий назвавсь якимось місьє Філіпом, якого запросила до Петербургу, де познайомила з імператрицею Олександрою Федорівною, запевнивши її, що цей чудотворець звільнить від нападів невралгії.
А дещо пізніше саме Міліца привела Григорія Распутіна, який завдяки їй здобув славу цілителя і провидця і в подільшому зіграв значну роль в падінні монархії. Разом з сестрою Анастасією, з якою вона була нерозлучна, Міліца хотіла використати «старця» як інструмент впливу на Миколу II для виконання особистих бажань і допомоги рідній Чорногорії. Але в 1909 році відбувся повний розрив з імператорською сім'єю.
У зв'язку з хворобою чоловіка, у Петра Миколайовича був туберкульоз, Міліца Миколаївна довго жила за кордоном і в Криму, де великий князь мав маєток Дюльбер. Там Міліца Миколаївна проживала і в роки війни з 1915 по 1916.
У 1917 році родина Міліци Миколаївни благополучно вибралася з Петрограда. Спочатку родина перебралася до Криму.

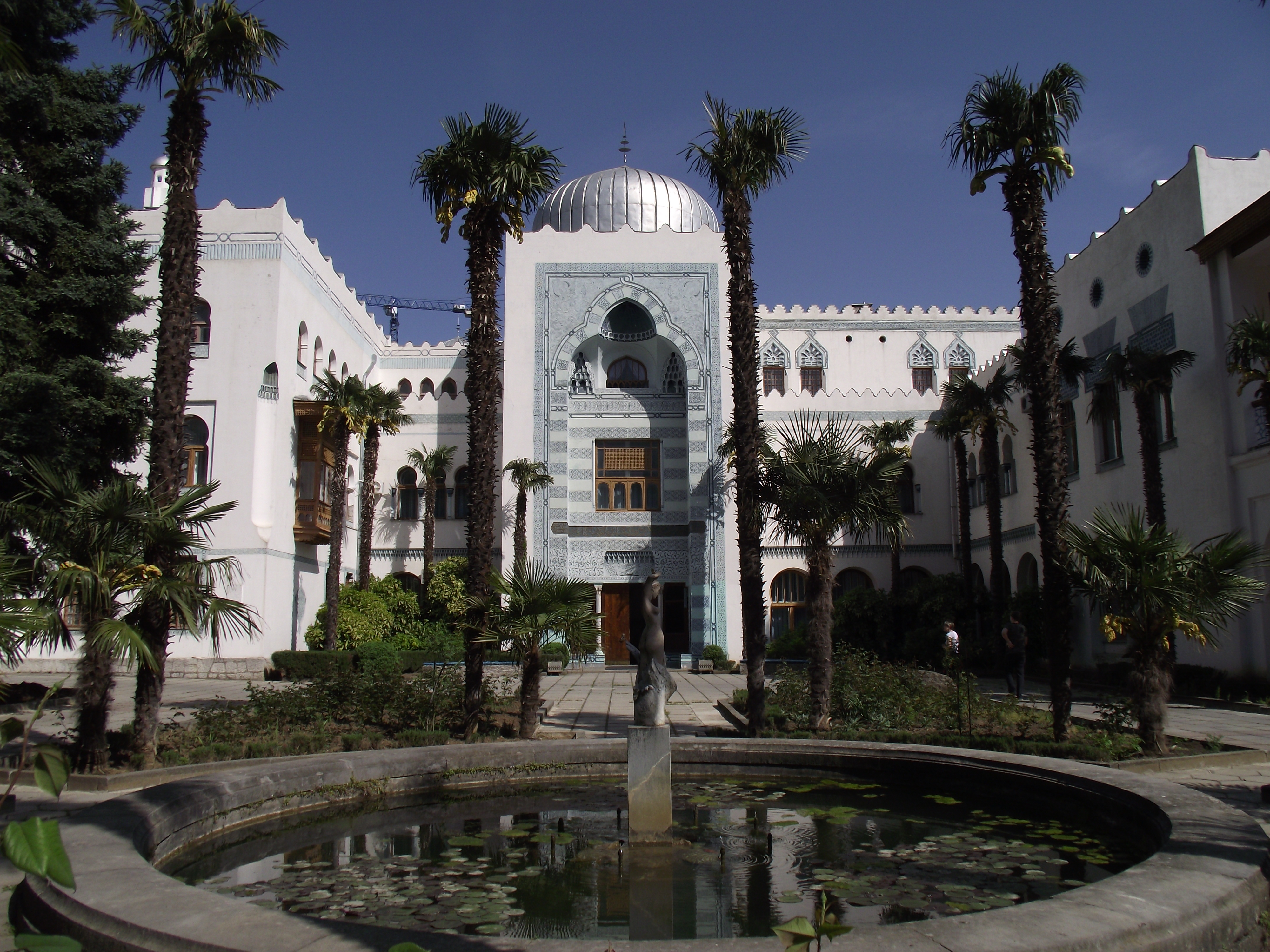
Палац Дюльбер, в якому проживала сім'я Романових перед від'їздом в Європу

29 березня 1919 в Севастополі кинув якір британський крейсер «Мальборо». «Кримські втікачі» піднялися на крейсер, офіцери і матроси стояли на палубі по стійці «струнко», надаючи їм почесті, належні за рангом. Два дні ще «Мальборо» стояв біля берегів Ялти, оточений крейсерами, ескадрон міноносцями та іншими, меншими, судами. На них евакуювався в Європу велика кількість людей, головним чином родичі та особи, близькі до імператорського дому.

## Останні роки життя
Кілька років Міліца з чоловіком жили у Франції. В 1931 році Міліца стала вдовою, — помер її чоловік, великий князь Петро Миколайович. Під час окупації Франції гордовита княгиня була арештована німецьким командуванням, але, відкинувши всі пропозиції про співпрацю, дивом, з сином Романом Петровичем та його сім'єю, зуміла втекти в Італію, де тривалий час ховалася від переслідувань влади в резиденції  Папи римського. Втім, що дивуватися, адже її рідна сестра Олена Негош була дружиною італійського короля Еммануїла III.
В 1946 році, Міліца з сестрою виїхала в Єгипет.
Померла Міліца Миколаївна 5 вересня 1951 в Олександрії. Покоїться в крипті російської православної церкви Михайла Архангела в Каннах поруч з чоловіком.